# مارچلو اگیره (بازیکن تنیس روی میز)
مارچلو اگیره (انگلیسی: Marcelo Aguirre؛ زادهٔ ۱۹۹۳) یک بازیکن تنیس روی میز اهل پاراگوئه است.
وی در مسابقات کشوری و بین‌المللی در مجموع برنده ۱ مدال نقره شده‌است.